# Thomas Hardwicke
El Major-General Thomas Hardwicke (1756 – 3 Març de 1835) va ser un soldat anglès i naturista que va residir a l'Índia des de 1777 a 1823. A la tornada a Anglaterra va col·laborar amb John Edward Gray en la publicació d'Illustrations of Indian Zoology (1830–35).

## Biografia
Es va unir a l'exèrcit de la British East India Company amb l'Artilleria de Bengala com a lloctinent el 3 de novembre de 1778. Va estar destinat al sud de l'Índia entre 1781 i 1785 i va participar en diverses accions bèl·liques. Va tornar a Anglaterra el 1823 i morí a The Lodge, Lambeth el 3 de març de 1835.
Durant la seva carrera militar a l'Índia, Hardwicke viatja molt per tot aquest subcontinent. Va iniciar una extensa col·lecció d'espècimens zoològics amb il·lustracions per artistes locals

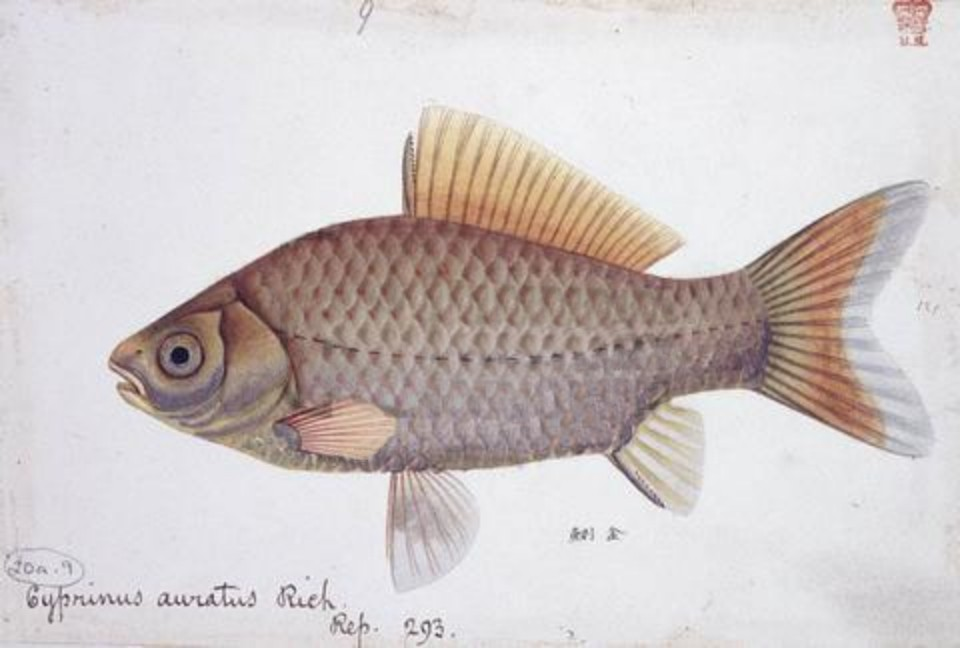
Carassius auratus

Aquesta col·lecció va passar al Museu Britànic el 1835 i més tar, parcialment, al Natural History Museum. La col·lecció consta de 4.500 il·lustracions.
Hardwicke va estar en contacte amb Sir Joseph Banks, President de la Royal Society i Hardwicke també va passar a ser fellow de la Royal Society el 1813 com també havia estat membre de la Linnean Society des de 1804.

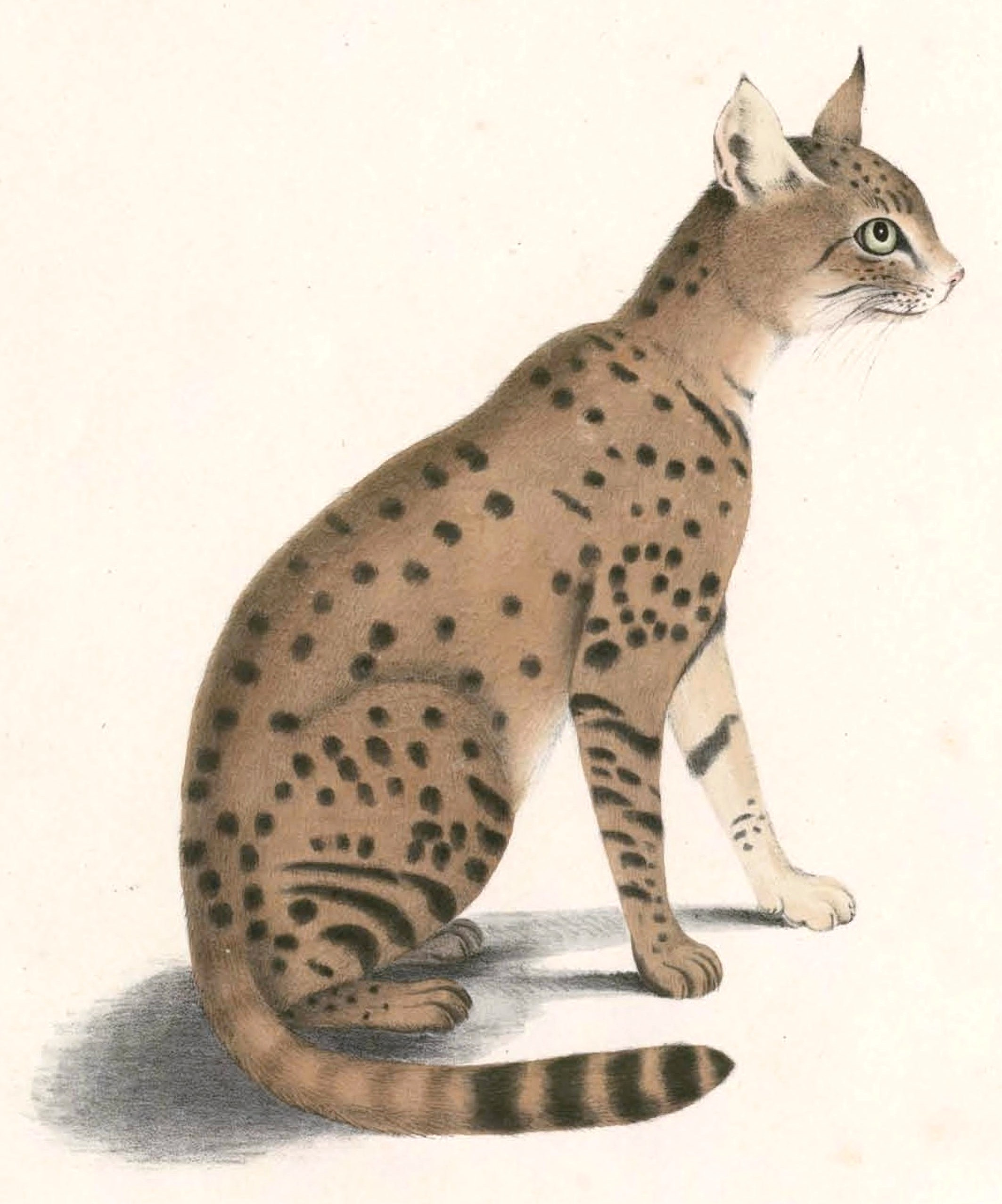
Felis silvestris ornata

Diverses espècies que el commemoren en el camp de l'ornitologia, la Ciències Naturals i la zoologia:
- Parnassius hardwickii
- Temera hardwickii
- Hardwicke’s Pipefish, Solegnathus hardwickii
- Hardwicke's Wrasse, Thalassoma hardwickii
- Gecko indi Eublepharis hardwickii
- Hardwicke’s Spiny-tailed Lizard, Uromastyx hardwickii
- Lapemis hardwickii
- Chloropsis hardwickii
- Gallinago hardwickii
- Hardwicke's Woolly Bat, Kerivoula hardwickii
- Rhinopoma hardwickii

El gènere d'arbres, Hardwickia binata, li va donar nom William Roxburgh.